# بوبي فارنهام
بوبي فارنهام (بالإنجليزية: Bobby Farnham)‏ هو لاعب هوكي الجليد أمريكي، ولد في 21 يناير 1989 في North Andover, Massachusetts ‏ في الولايات المتحدة.

## وصلات خارجية
- بوبي فارنهام على موقع دوري الهوكي الوطني (الإنجليزية)
- بوبي فارنهام على موقع EliteProspects.com (الإنجليزية)
- بوبي فارنهام على موقع Eurohockey.com (الإنجليزية)
- بوبي فارنهام على موقع HockeyDB.com (الإنجليزية)
- بوبي فارنهام على موقع Hockey-Reference.com (الإنجليزية)